# Workload
Workload (em Português brasileiro, carga de trabalho), é um termo usado na área de tecnologia da informação para se referir a um conjunto de códigos e recursos que fornece valor empresarial, como um aplicativo voltado ao cliente ou um processo de back-end. Por se tratar de um palavra da Língua inglesa seu sentido pode variar dependendo do contexto como por exemplo Memory Workload se referindo a quantidade de memória necessária para realizar uma determinada instrução. Geralmente o termo é usado para se referir a recursos provisionados em nuvem como Máquinas virtuais, Banco de dados e Aplicações.

## Well-Architected Framework
A Amazon Web Services usa o termo workloads em uma ferramenta do framework Well-Architected, que define como soluções bem arquitetadas devem ser desenvolvidas na plataforma em nuvem AWS, a  Well-Architected Tool. Através desta o responsável pela arquitetura de software pode definir e gerenciar seus workloads compostos por diversos recursos provisionados na plataforma AWS.